# Мејсонборо (Северна Каролина)
Мејсонборо (енгл. Masonboro) град је у америчкој савезној држави Северна Каролина.

## Демографија
По попису из 2000. године број становника је 11.812.
| Група             | 2000.          | 2010.    |
| Белци             | 10.991 (93,0%) | 0 (0,0%) |
| Афроамериканци    | 396 (3,4%)     | 0 (0,0%) |
| Азијати           | 156 (1,3%)     | 0 (0,0%) |
| Хиспаноамериканци | 138 (1,2%)     | 0 (0,0%) |
| Укупно            | 11.812         | 0        |